# جيس (شركة ملابس)
جيس (بالإنجليزية: GUESS)‏ شركة أمريكية عالمية وماركة ملابس عالمية وسلسلة من المحلات التجارية العالمية التي تنتمي إلى المجموعة أمريكية مارسيانو MARCIANO تعتبر من أهم ماركات الملابس التجارية في أمريكا أسسها مصمم أزياء المغربي الفرنسي الأمريكي اليهودي جورج مارسيانو جيس معروفة بموضاتها السريعة لأزياء الرجال والنساء والمراهقين والأطفال تتواجد فروعها في أمريكا ومقرها الرئيسي في لوس أنجلوس وتعتبر من أهم ماركات الملابس في أمريكا أسسها الأخوة جورج مارسيانو، رماند مارسيانو، بول مارسيانو وماوريس مارسيانو. بدأت جيس بتصميم الجينزات وكان أول تصميم جينز لماركة جيس يحمل اسم ( مارلين ). اهتمت جيس بالإعلانات التجارية، كان أول إعلان في سنة 1985 وكانت باللونين الأبيض والأسود، قدمتها العديد من الفنانات والعارضات المشهورات عالميا : كلوديا شيفر ، إيفا هيرزيغوفا ؛ آمبر هيرد ، كاثرين "كيت" ابتون ؛ إلسا هوسك ، آنا نيكول سميث، نعومي كامبل وأخر من قدم إعلانات ل جيس هي المغنية الأمريكية العالمية جينيفر لوبيز وباريس هيلتون وعارضة أزياء جيجي حديد وقد ساهمت هذه الإعلانات في شهرة وزيادة مبيعات جيس بدرجة كبيرة في العالم تعتبر جيس من أهمّ ماركات الملابس في الولايات المتحدة الأمريكية ولها شهرة كبيرة في أمريكا حيث تطلق العديد من التصاميم الخاصّة بالثياب، الأكسسوارات كالحقائب والأحذية والشالات والعطور، دخلت غيس عالم العطور في سنة 1980 مع إطلاق العطر الأول ( أوريجينال غيس ) للنساء بمشاركة شركة «ريفلون». بين العامين 2003 إلى 2009 امتلكت جيس ترخيص لعطوراتها من بارلكس أصدرت خلالها عطر ( جيس ) للرجال، ( جيس ) للنساء و ( جيس سود ) للرجال وغيرها .في سنة 2010 بدات جيس إنتاج عطوراتها بمشاركة شركة العالمية كوتي. تمتلك جيس مجموعة من 21 عطر تم إنتاج أقدمها في سنة 1990 واحدثها في سنة 2015